# Väsen (filosofi)
Väsen, filosofiskt begrepp, nära knutet till begreppen essens, det eviga och varande. Ett väsen är något som en varelse inte kan mista utan att upphöra vara sig själv. Ett exempel på detta brukar förnuftet för människan sägas vara, då människan definieras som en förnuftig varelse.
Väsensbetingade egenskaper är eviga i motsats till tidsbundna sådana (fenomen). Skolastikerna skilde mellan väsen och existens.